# Jardinella zeidlerorum
Jardinella zeidlerorum é uma espécie de gastrópode  da família Hydrobiidae.
É endémica da Austrália.